# Anàlisi quantitativa (química)
L'anàlisi quantitativa en química és la determinació de l’abundància absoluta o relativa (sovint expressada com una concentració) d’una, diverses i totes les substàncies químiques presents en una mostra particular.
Una vegada que es coneix la presència de certes substàncies en una mostra, estudiar la seva abundància absoluta o relativa pot ajudar en la determinació de les propietats específiques. El coneixement de la composició d’una mostra és molt important i hi ha dues maneres de fer-ho possible, la primera és mitjançant l'anàlisi quantitativa clàssica que es basa en la quantificació dels anàlits presents en una mostra mitjançant aparells clàssics i basant-se en les reaccions químiques, els dos mètodes de l'anàlisi quantitativa clàssica són els mètodes gravimètrics i els mètodes volumètrics. La segona possibilitat és l'anàlisi quantitativa instrumental, en el que s'utilitzen instruments que es basen en les interaccions fisicoquímiques i també, en tècniques òptiques, electriques o tèrimiques, alguns exemples serien els espectroscòpics o els electroanalítics.

## Anàlisi quantitativa clàssic
L'anàlisi quantitativa clàssic permet saber la quantitat d'analit sigui pesant-lo directament o calculant-lo a partir de la massa d'un producte de la reacció estequiomètrica coneguda, això es pot fer a partir de l'anàlisi gravimètrica o a partir de l'anàlisi volumètrica. L'anàlisi gravimètrica proporciona dades més acurades sobre la composició d’una mostra que no pas l'anàlisi volumètrica, però la primera anàlisi necessita més temps per a fer-se en el laboratori i les volumètriques sovint donen ja resultats satisfactoris. Les anàlisis volumètriques poden ser una simple titulació, però també poden ser una precipitació o un complex de coordinació. Tanmateix cada mètode en anàlisi quantitativa té una especificació general.
Per exemple, l'anàlisi quantitativa feta en espectrometria de massa sobre mostres biològiques pot determinar, per la seva relació d'abundància relativa de proteïnes específiques, indicacions de certes malalties, com per exemple el càncer.

## Anàlisi quantitativa instrumental
En l'anàlisi quantitativa instrumental es quantifiquen els anàlits mitjançant instruments basats en interaccions fisicoquímiques. Un exemple seria l'espectroscòpia de massa, que ens permet quantificar la composició atòmica i molecular de components orgànics i inorgànics a partir de la relació massa/càrrega d'ions en fase gasosa; un altre exemple, la determinació cromatogràfica, ens permet quantificar l'anàlit a partir de la seva velocitat pròpia. La determinació radioquímica, com a darrer exemple, permet quantificar l'anàlit a partir dels mecanismes de reacció gràcies a les propietats químiques dels materials reactius.
La utilització d'un mètode o d'un altre dependrà de les característiques de la mostra que es tingui i de l'analit que es vulgui quantificar, per exemple l'espectroscòpia de masses es pot utilitzar amb mostres molt petites, fins i tot de pocs mil·ligrams.

## Tipus d'errors en l'anàlisi quantitativa
Es poden produir diferents errors en l'anàlisi quantitativa, sobretot al laboratori, aquests poden ser de gran importància i afectar molt als resultats obtinguts o tot el contrari, ser un error tan petit que es pugui considerar dins del resultat normal. En general es diferencien tres tipus d'errors:
- Errors determinats o sistemàtics: Són errors que normalment es poden identificar i corregir, produïts per una causa definida i que afecten l'exactitud dels resultats. Aquests errors poden ser: instrumentals, causats per algun error en els aparells que s'utilitzen, com per exemple, un mal calibratge; de mètode, causats pel tipus de mètode que s'utilitza, com per exemple, utilitzar una mostra massa petita; o personals, causat pel mateix analista, com per exemple, no apreciar amb exactitud el canvi de color d'una valoració.
- Errors indeterminats: Són errors que no es produeixen amb cap mena de regularitat, normalment causats per factors incontrolats de l'experiment que han acabat afectant el resultat, fa variar la precisió de l'experiment i no s'acostuma a poder determinar la font de l'error. Un exemple seria un canvi en les condicions ambientals o atmosfèriques.
- Errors crassos: Són errors que es produeixen de forma molt poc freqüent i normalment són causats per algun tipus d'error personal, en cas que només hagi afectat un component de tota la sèrie, s'ha de fer la prova Q que és una prova estadística que permetrà saber si es pot eliminar el valor obtingut del resultat o si s'ha de conservar.

Per molt meticulosament que s'hagi realitzat una anàlisi quantitativa, el resultat obtingut sempre variarà en menor o major grau del verdader contingut de la mostra estudiada, és a dir, sempre estarà afectat per un cert error.

## QuantitativacontraQualitativa
Segons IUPAC, L'expressió general “anàlisi qualitativa” es refereix a anàlisis en les quals les substàncies s'identifiquen o classifiquen en base de les seves propietats químiques o físiques. L'anàlisi quantitativa es refereix a anàlisi en els quals la quantitat o concentració de la substància a analitzar pot ser determinada (estimada) i expressada com un valor numèric en les unitats apropiades. Hi pot haver anàlisi qualitativa sense fer anàlisi quantitativa, però l'anàlisi quantitativa requereix la identificació (qualificació) de les substàncies a analitzar pels quals es donen els nombres estimats.
Es poden fer servir moltes tècniques ja sia en anàlisi qualitativa com en la quantitativa. Per exemple, si se suposa un indicador químic que canvia de color en la presència d'un ió de metall, es pot fer servir aquest per a una prova qualitativa, si es dona el cas que canvia de color quan s'afegeix una gota de la mostra, també es pot usar en una prova quantitativa, usant probablement l'espectroscòpia ultraviolada visible.